# Giải bóng đá Hokkaido
Giải bóng đá Hokkaido (北海道サッカーリーグ) là một giải đấu bóng đá nghiệp dư của Nhật Bản, diễn ra tại tỉnh Hokkaidō.

## Các câu lạc bộ 2015
| Đội                                | Trụ sở              |
| ---------------------------------- | ------------------- |
| Norbritz Hokkaido                  | Ebetsu, Hokkaido    |
| Sapporo University Goal Plunderers | Sapporo, Hokkaido   |
| Tokachi Fairsky FC                 | Obihiro, Hokkaido   |
| Iwamizawa FC Hokushukai            | Iwamizawa, Hokkaido |
| Sapporo Shūkyū                     | Sapporo, Hokkaido   |
| Shinnittetsu Sumikin Muroran       | Muroran, Hokkaido   |
| Shintoku FC                        | Obihiro, Hokkaido   |
| Nippon Express FC                  | Sapporo, Hokkaido   |

## Các đội vô địch Hokkaido Soccer League
| Năm  | Câu lạc bộ                 |
| ---- | -------------------------- |
| 1978 | Hakodate 1976              |
| 1979 | Nippon Steel Muroran       |
| 1980 | Hakodate 1976              |
| 1981 | Sapporo Mazda              |
| 1982 | Nippon Steel Muroran       |
| 1983 | Sapporo Mazda              |
| 1984 | Sapporo Mazda              |
| 1985 | Sapporo Shūkyū             |
| 1986 | Sapporo Shūkyū             |
| 1987 | Sapporo Mazda              |
| 1988 | Sapporo Mazda              |
| 1989 | Sapporo Mazda              |
| 1990 | Nippon Steel Muroran       |
| 1991 | Sapporo Mazda              |
| 1992 | Hokuden                    |
| 1993 | Hokkaido Electric Power    |
| 1994 | Nippon Steel Muroran       |
| 1995 | Hokkaido Electric Power    |
| 1996 | Hokkaido Electric Power    |
| 1997 | Hokkaido Electric Power    |
| 1998 | Hokkaido Electric Power    |
| 1999 | Hokkaido Electric Power    |
| 2000 | Hokkaido Electric Power    |
| 2001 | Barefoot Hokkaido          |
| 2002 | Barefoot Hokkaido          |
| 2003 | Hokkaido Electric Power    |
| 2004 | Norbritz Hokkaido          |
| 2005 | Norbritz Hokkaido          |
| 2006 | Norbritz Hokkaido          |
| 2007 | Norbritz Hokkaido          |
| 2008 | Norbritz Hokkaido          |
| 2009 | Sapporo U. Goal Plunderers |
| 2010 | Sapporo U. Goal Plunderers |
| 2011 | Norbritz Hokkaido          |
| 2012 | Norbritz Hokkaido          |
| 2013 | Norbritz Hokkaido          |
| 2014 | Tokachi Fairsky FC         |
| 2015 | Sapporo Shūkyū             |